# Bill Alsup

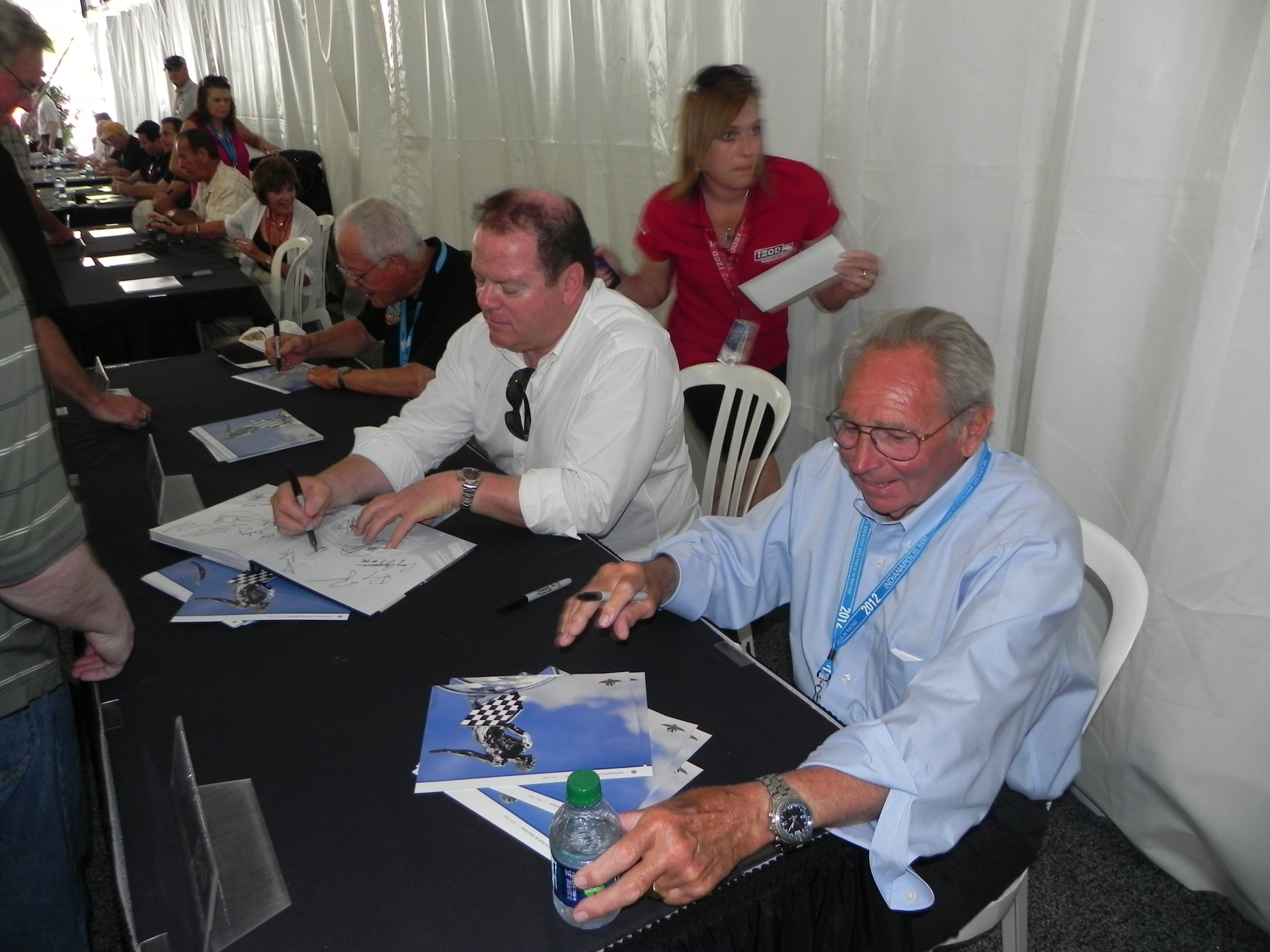
Piloto de Indy Bill Alsup (direita) no Indianapolis 500 Legends Day de 2012

Bill Alsup (15 de julho de 1938 – 9 de agosto de 2016) foi um piloto de carro de corrida estadunidense. Ele foi o primeiro Championship Auto Racing Teams (CART) Rookie of the Year em 1979 e competiu nas 500 Milhas de Indianápolis e 1981, terminando em 11º. Ele fez partidas de 57 CART & USAC Champ Car em sua carreira. Sua melhor colocação da corrida da terceira veio 3 vezes e ele era o vice-campeão do CART Championship de 1981, colocando em uma temporada sem vitórias, mas consistente no Penske Racing, seu único esforço com uma equipe de nível superior. Ele voltou a sua própria equipe no próximo ano e lutou até deixar Champ Car após a corrida de Sanair Super Speedway de 1984.